# لیس‌هاوت

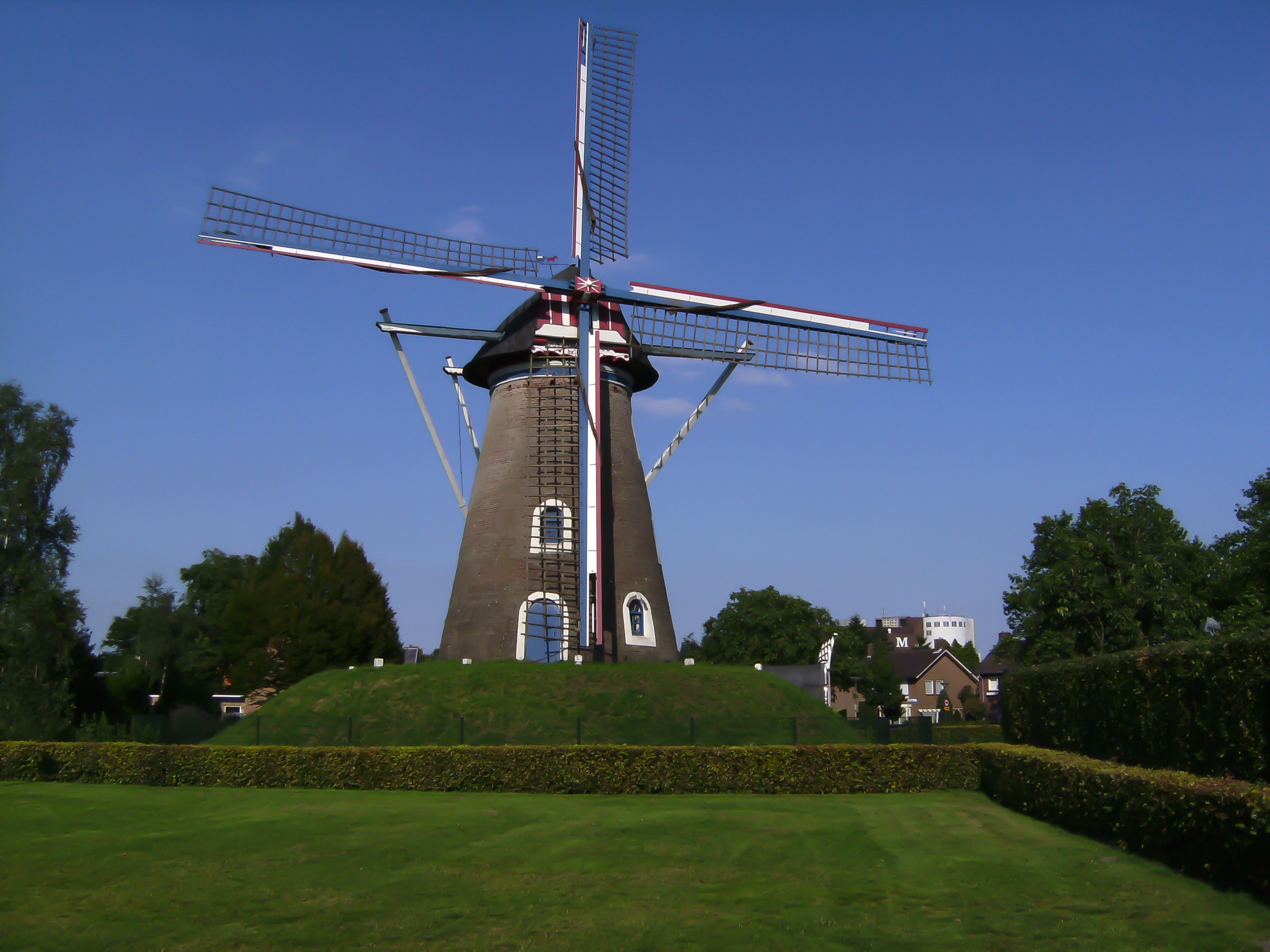

لیسهاوت (به هلندی: Lieshout)، روستایی کوچک در جنوب هلند است. این روستا تقریباً در ۱۵ کیلومتری شمال شرقی آیندهوون واقع شده‌است. لیسهاوت در حدود ۴۳۰۰ نفر جمعیت دارد. شُهرت این روستا به دلیل صنعت معروف آبجوسازی آن که باواریا نام دارد است.

این روستا تا پیش از سال ۱۹۹۷ میلادی، جزئی از شهر لاربک بود و پس از آن مستقل شد.

## نگارخانه

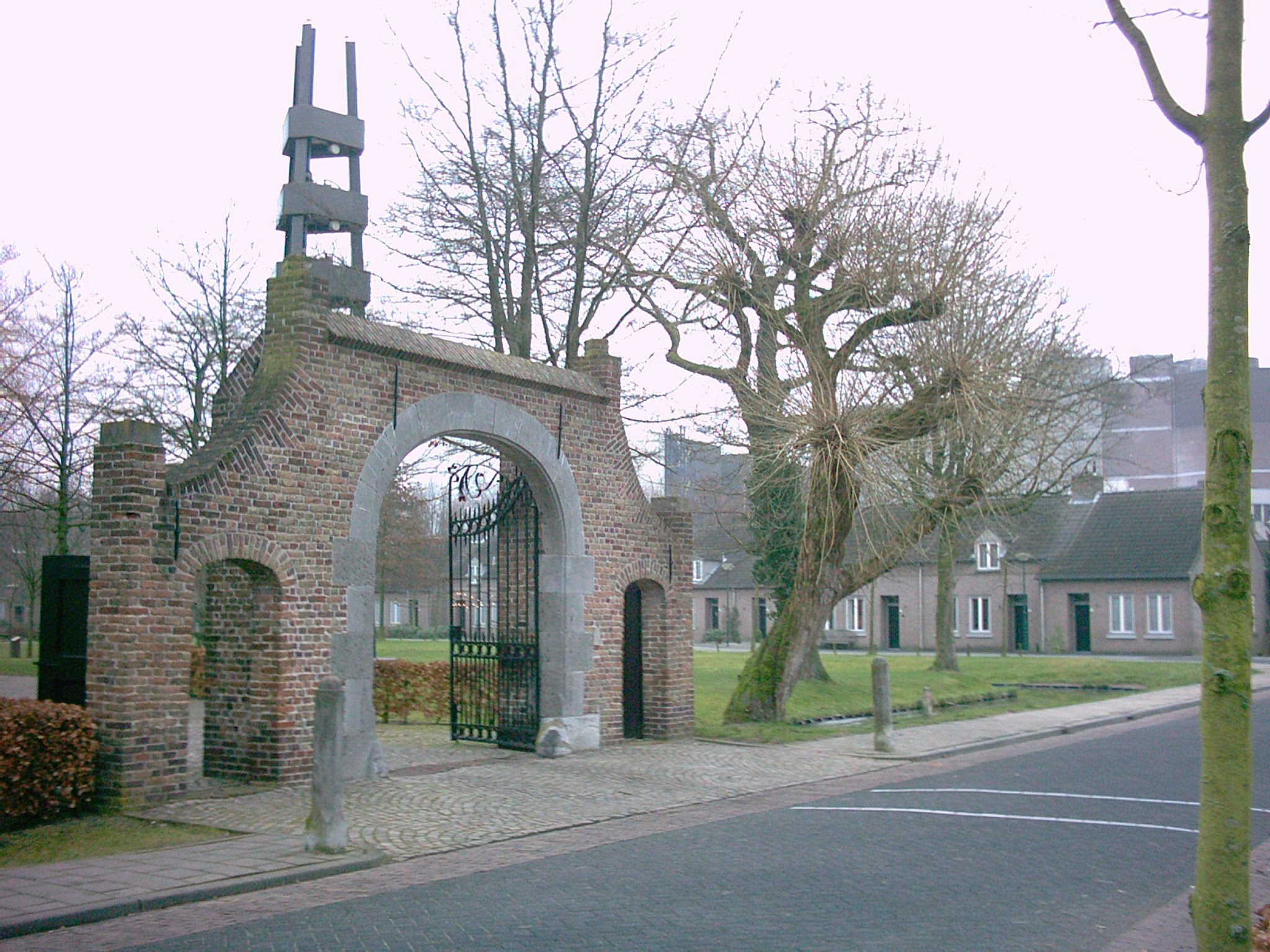
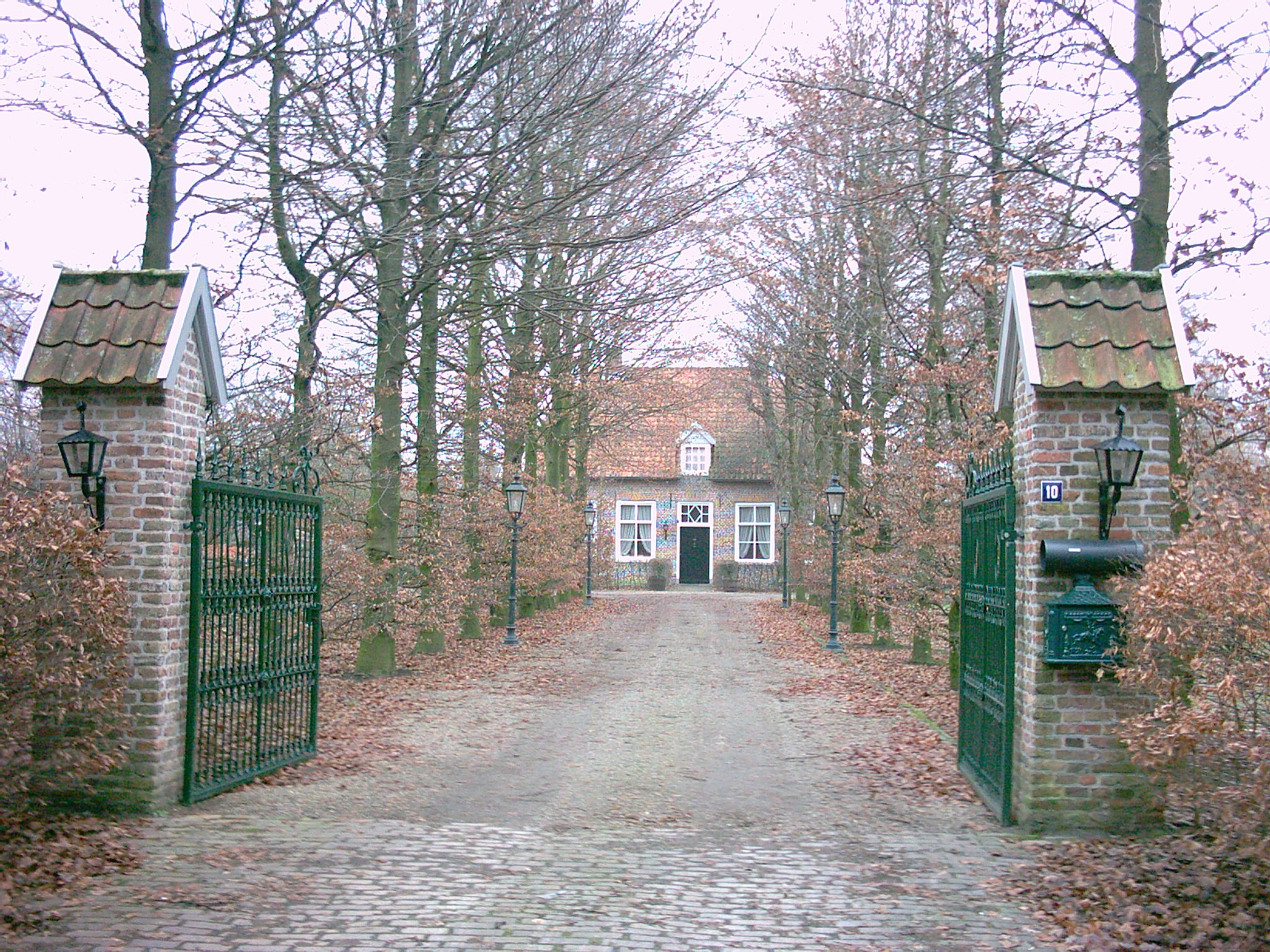
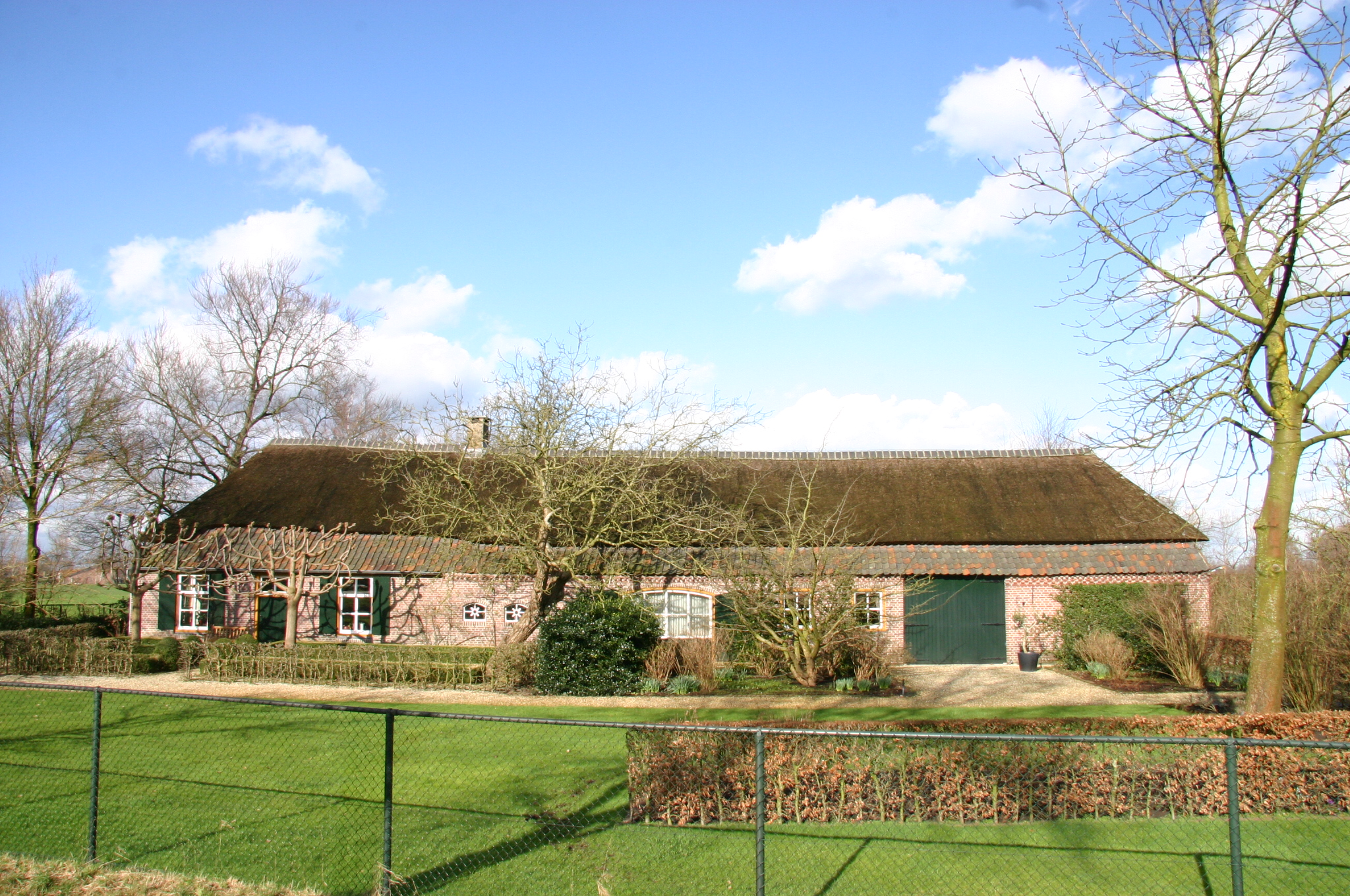
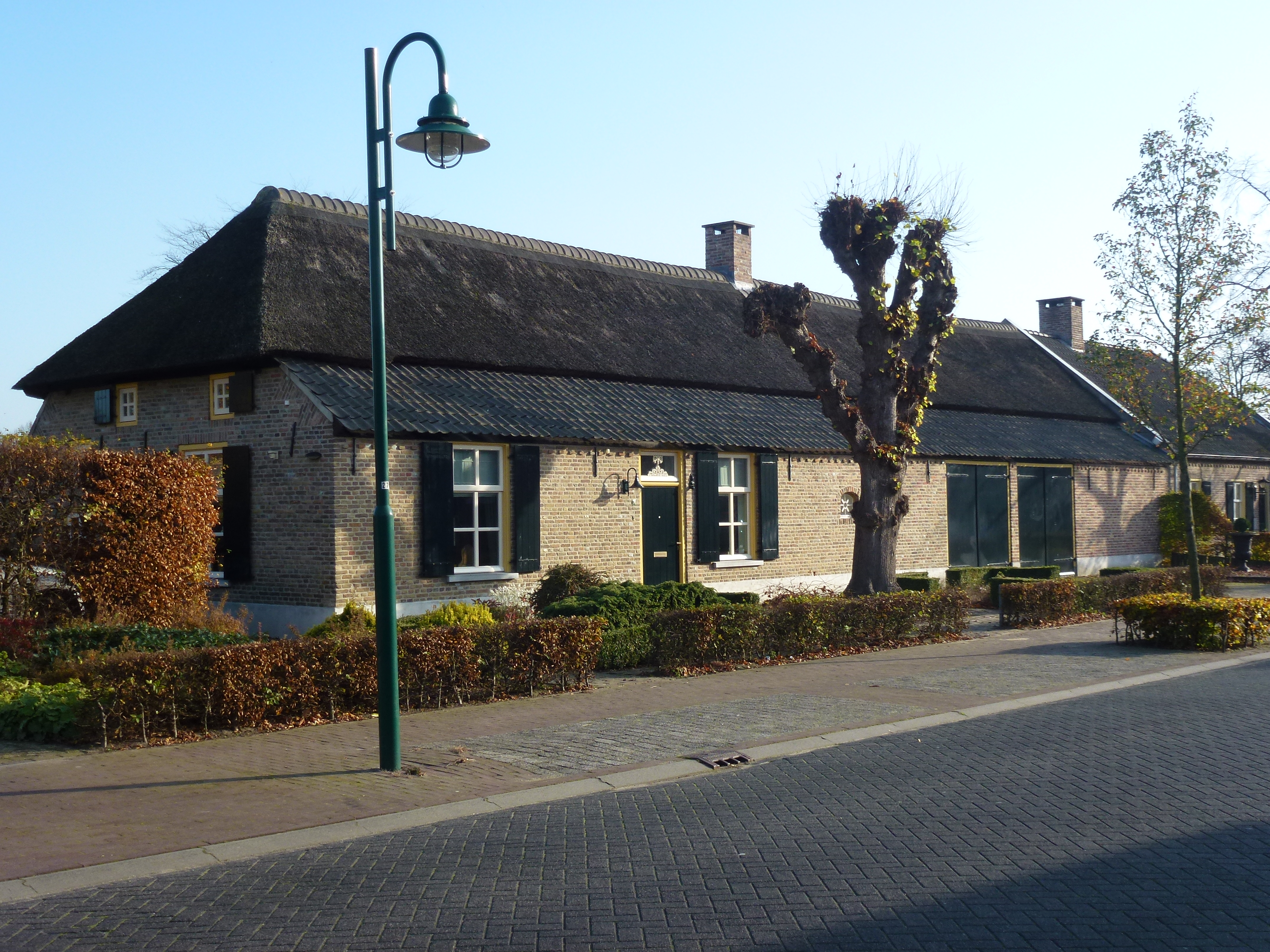
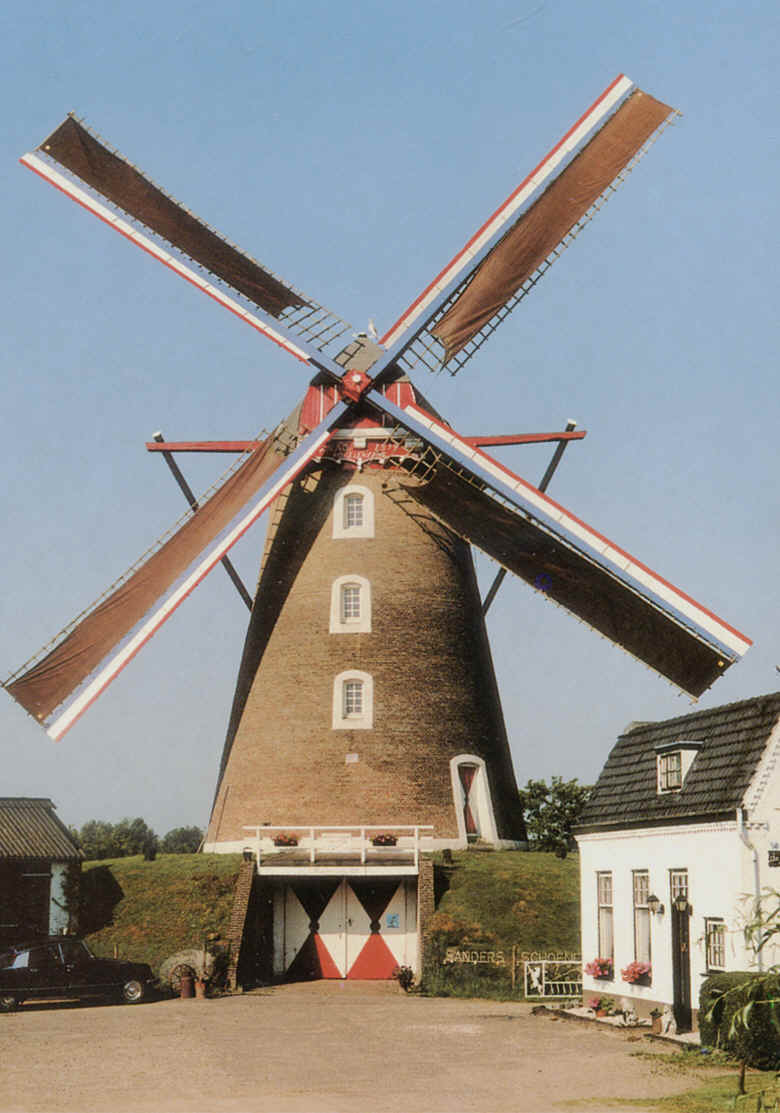
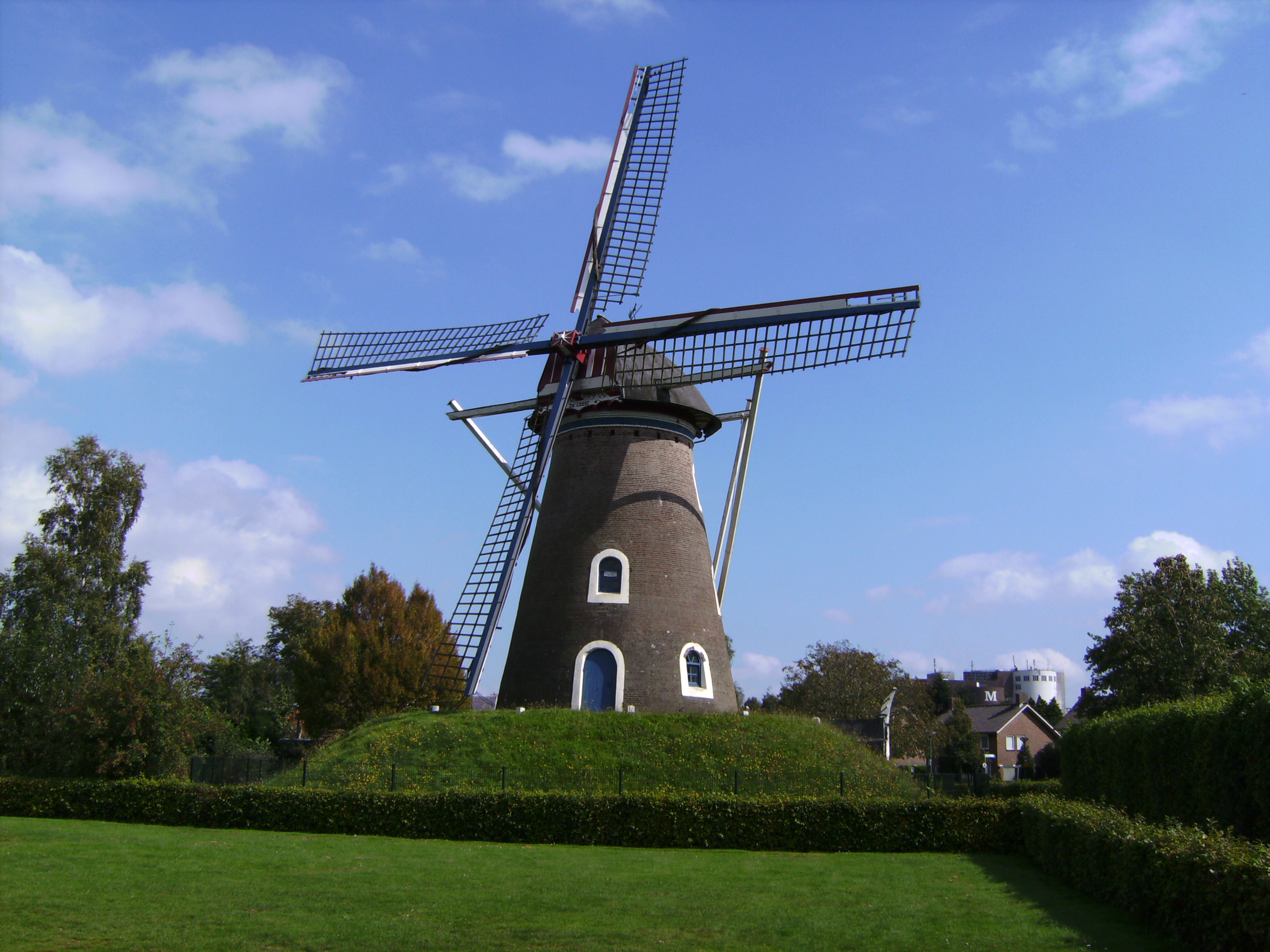